# 365 f.Kr.
| 365 f.Kr.          |
| ------------------ |
| Dødsfald - Fødsler |
|                    |

## Begivenheder
- Etruskiske skuespillere udfører den første teateropførsel i Rom ifølge Livius.

## Dødsfald
- Antisthenes, græsk filosof, grundlægger af Kynismen. (født ca. 445 f.Kr.)

| År | Spire Denne artikel om et år, årti, århundrede eller årtusinde er en spire som bør udbygges. Du er velkommen til at hjælpe Wikipedia ved at udvide den. |